# 経塚古墳 (笛吹市)
経塚古墳（きょうづかこふん）は、山梨県笛吹市一宮町国分にある古墳。形状は八角墳。山梨県指定史跡に指定されている。

## 概要

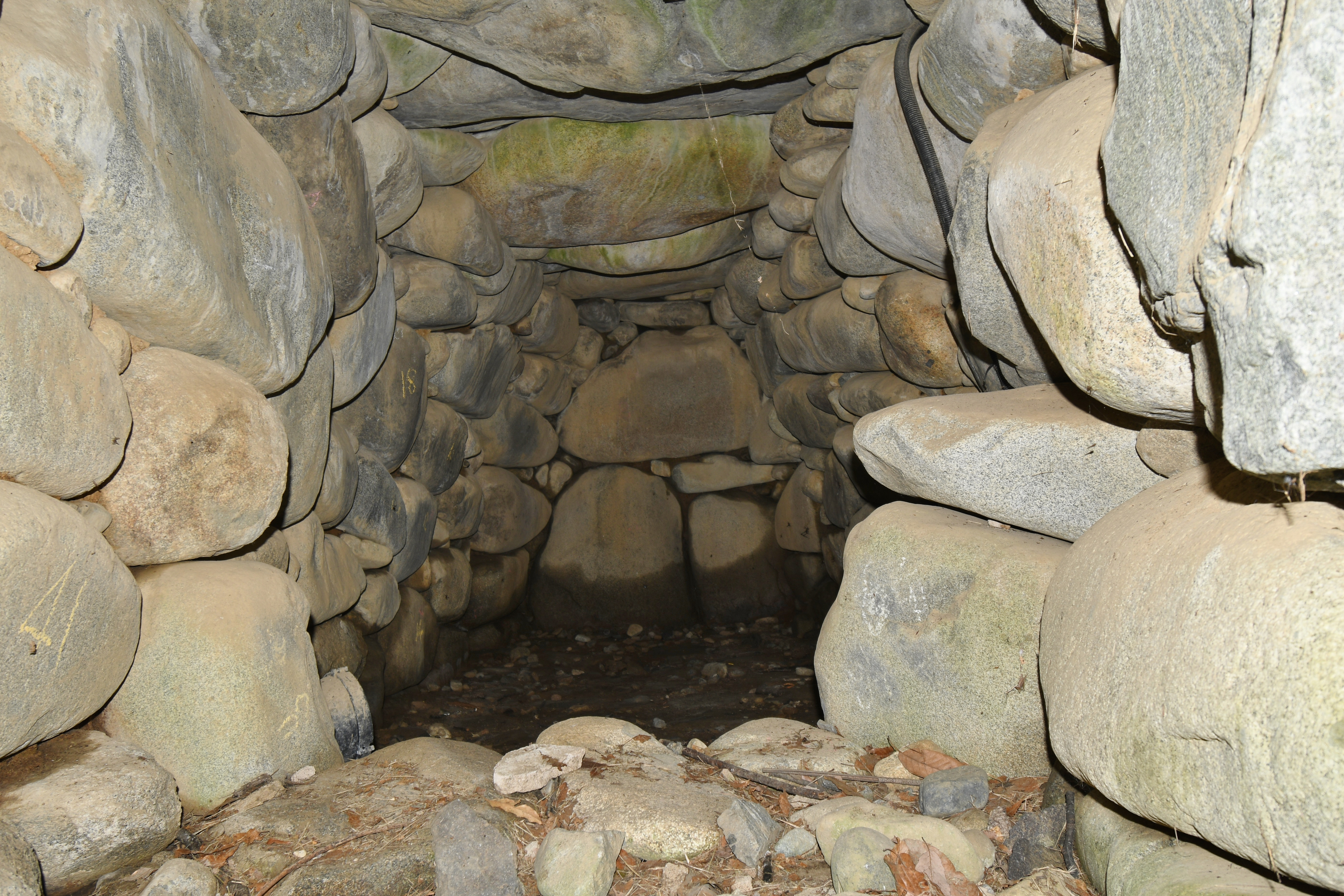
石室内部

甲府盆地東部、旧一宮町西部の笛吹川支流金川扇状地上に位置。標高は348m。周辺には古墳時代後期から終末期の国分古墳群が分布し、続く奈良時代移行の甲斐国分寺跡や甲斐国分尼寺跡も見られる。古墳の存在はそれまで知られており、6～7世紀の小型円墳と推定されていたが、1994年（平成6年）に水害防備保安林を森林公園として整備する際に山梨県教育委員会による調査が実施され、全国で9例目、東日本では3例目にあたる八角墳と確認された。
発掘調査により石室は全面解体され、復元整備が施された。出土遺物は少なく、築造期の鉄斧のほかは二次的な甲斐型坏や人骨が見られるのみ。古墳の規模は直径12.5m、高さ2.2m、横穴式石室を有する。築造年代は近辺の終末期古墳との類似や石室構造、出土遺物の鉄斧から古墳時代終末期の7世紀前半と推定された。出土遺物は山梨県埋蔵文化センターに保管され、古墳は山梨県森林公園金川の森として整備が完了している。
八角墳は古墳の形態変化の過程で生じたものではなく、思想的影響であるものと考えられている。八角形が鎮魂の意味を持ち寺院建築にも応用されている仏教思想や、天子の祭礼や皇帝礼儀の象徴的意味を持つ中国思想的宇宙観の影響によるものであると考えられており、日本では畿内での天皇陵のほかは西日本では兵庫県、東日本では東京都多摩市の稲荷塚古墳（7世紀前半）、群馬県藤岡市の伊勢塚古墳（6世紀前半）、北群馬郡吉岡町の三津屋古墳（7世紀前半）の例があるのみであった。
山梨県内では盆地南端の曾根丘陵に分布する古墳群のうち、4世紀後半の甲斐銚子塚古墳を中心とした畿内色の強い大型古墳が分布し、早くから畿内王権との関わりが指摘されていた。やがて盆地各地に大型古墳を築造する勢力が出現し、奈良時代には盆地東部の豪族が新たに畿内王権との関わりをもち、政治的中心地も遷っている。経塚古墳をはじめ関東での八角墳の例により、それまで皇族など最高首長層に限られていた古墳時代の墓制が東国でも採用されていたことが明らかになった。
1994年（平成6年）に実施された石室の復元工事ではクレーンなどの重機を用いず、山梨県内で「かぐらさん」と呼称される木製の巻上機を用いて石室の解体作業を実施した。

## 文化財

### 山梨県指定文化財
- 史跡
  - 経塚古墳 - 1994年（平成6年）11月7日指定。